# ناحیه منچستر، شهرستان بونی، ایلینوی
ناحیه منچستر، شهرستان بونی، ایلینوی (به انگلیسی: Manchester Township) یک منطقهٔ مسکونی در ایالات متحده آمریکا است که در شهرستان بونی، ایلینوی واقع شده‌است. ناحیه منچستر ۸۹۵ نفر جمعیت دارد و ۲۸۱ متر بالاتر از سطح دریا واقع شده‌است.